# Anatkina succinacea
Anatkina succinacea är en insektsart som beskrevs av Young 1986. Anatkina succinacea ingår i släktet Anatkina och familjen dvärgstritar.
Artens utbredningsområde är Vietnam. Inga underarter finns listade i Catalogue of Life.